# Madignano
Madignano là một đô thị ở tỉnh Cremona, vùng Lombardia của Italia, có vị trí cách khoảng 45 km về phía đông nam của Milan và khoảng 35 km về phía tây bắc của Cremona. Vào 31 December 2006, đô thị này có dân số 2.977 người và diện tích là 10,8 km².
Đô thị Madignano có các frazione (subdivision) Ripalta Vecchia.
Madignano giáp các đô thị: Castelleone, Crema, Izano, Ripalta Arpina, Ripalta Cremasca.